# Tropheus duboisi
Espèce
Statut de conservation UICN

 VU D2 : Vulnérable
Tropheus duboisi est une espèce de poisson de la famille des Cichlidés endémique du lac Tanganyika en Afrique.